# Weingartia cardenasiana
Weingartia cardenasiana ist eine Pflanzenart in der Gattung Weingartia aus der Familie der Kakteengewächse (Cactaceae). Das Artepitheton cardenasiana ehrt den bolivianischen Botaniker Martín Cárdenas.

## Beschreibung
Weingartia cardenasiana wächst einzeln mit kugelförmigen, dunkelgrünen Körpern. Diese erreichen bei Durchmessern von 8 Zentimetern Wuchshöhen von bis zu 5 Zentimetern und besitzen eine lange Pfahlwurzel. Die 14 Rippen sind spiralförmig angeordnet und in Höcker gegliedert. Die darauf befindlichen Areolen sind gelblich weiß. Der einzelne Mitteldornen kann fehlen. Die auffällig aufgerauten, gelblichen Randdornen sind kammförmig angeordnet und 5 bis 10 Millimeter lang.
Die gelben Blüten sind 2,5 Zentimeter lang und besitzen ebensolche Durchmesser. Die kugelförmigen Früchte sind grün.

## Verbreitung, Systematik und Gefährdung
Weingartia cardenasiana ist in den bolivianischen Departamentos Cochabamba und Santa Cruz in Höhenlagen zwischen 2300 und 2800 Metern verbreitet.
Die Erstbeschreibung als Sulcorebutia cardenasiana wurde 1975 durch Roberto Vásquez (* 1941) veröffentlicht. Fred Hermann Brandt stellte die Art 1978 in die Gattung Weingartia. Weitere nomenklatorische Synonyme sind Rebutia cardenasiana (R.Vásquez) G.Navarro (1996) und Sulcorebutia tarabucoensis subsp. cardenasiana (R.Vásquez) J.de Vries (2002, nom. inval. ICBN-Artikel 33.3). Taxonomische Synonyme sind u. a. Sulcorebutia langeri J.Falkenberg & K.Neumann ex K.Augustin & Hentzschel (1999), Rebutia langeri (J.Falkenberg & K.Neumann) G.Navarro (1996, nom. inval. ICBN-Artikel 34.1b)m Weingartia langeri (J.Falkenberg & K.Neumann ex K.Augustin & Hentzschel) Hentzschel & K.Augustin (2008), Sulcorebutia vargasii Diers & Krahn (2005) und Weingartia vargasii (Diers & Krahn) Hentzschel & K.Augustin (2008).
In der Roten Liste gefährdeter Arten der IUCN wird die Art als „Least Concern (LC)“, d. h. als nicht gefährdet geführt.

## Nachweise